# Reserva
Reserva este un oraș în Paraná (PR), Brazilia.